# Бармер
Бармер (гінді बाड़मेर, англ. Barmer) — місто в індійському штаті Раджастхан, адміністративний центр однойменного округу.

## Географія
Місто розташоване у західній частині штату в пустелі Тар.

### Клімат
Місто знаходиться у зоні, котра характеризується кліматом тропічних пустель. Найтепліший місяць — травень із середньою температурою 35 °C (95 °F). Найхолодніший місяць — січень, із середньою температурою 17.8 °С (64 °F).
| Клімат Бармера          | Клімат Бармера | Клімат Бармера | Клімат Бармера | Клімат Бармера | Клімат Бармера | Клімат Бармера | Клімат Бармера | Клімат Бармера | Клімат Бармера | Клімат Бармера | Клімат Бармера | Клімат Бармера | Клімат Бармера |
| Показник                | Січ.           | Лют.           | Бер.           | Квіт.          | Трав.          | Черв.          | Лип.           | Серп.          | Вер.           | Жовт.          | Лист.          | Груд.          | Рік            |
| Абсолютний максимум, °C | 32             | 37             | 42             | 47             | 47             | 46             | 43             | 42             | 41             | 40             | 37             | 35             | 47             |
| Середній максимум, °C   | 25             | 29             | 34             | 39             | 42             | 40             | 36             | 35             | 35             | 35             | 31             | 27             | 34             |
| Середня температура, °C | 17             | 21             | 26             | 31             | 34             | 33             | 31             | 30             | 30             | 28             | 23             | 19             | 27             |
| Середній мінімум, °C    | 10             | 13             | 18             | 23             | 27             | 27             | 26             | 25             | 25             | 21             | 16             | 12             | 20             |
| Абсолютний мінімум, °C  | 4              | 2              | 9              | 15             | 20             | 22             | 15             | 21             | 20             | 13             | 7              | 2              | 2              |
| Норма опадів, мм        | 0              | 0              | 0              | 0              | 0              | 20             | 60             | 100            | 60             | 0              | 0              | 0              | 280            |
| Днів з дощем            | 0              | 0              | 0              | 0              | 0              | 1              | 4              | 4              | 3              | 0              | 0              | 0              | 16             |
| Вологість повітря, %    | 41             | 42             | 33             | 32             | 36             | 55             | 67             | 69             | 67             | 44             | 36             | 43             | 47             |
| ----------------------- | -------------- | -------------- | -------------- | -------------- | -------------- | -------------- | -------------- | -------------- | -------------- | -------------- | -------------- | -------------- | -------------- |
| Джерело: Weatherbase    |                |                |                |                |                |                |                |                |                |                |                |                |                |